# Goniohelia gallinago
Goniohelia gallinago är en fjärilsart som beskrevs av Felder 1874. Goniohelia gallinago ingår i släktet Goniohelia och familjen nattflyn. Inga underarter finns listade i Catalogue of Life.